# Resolució 1483 del Consell de Seguretat de les Nacions Unides
La Resolució 1483 del Consell de Seguretat de les Nacions Unides fou adoptada el 22 de maig de 2003. Després de recordar totes les resolucions anteriors sobre la situació entre Iraq i Kuwait, el Consell de Seguretat va aixecar sancions comercials contra l'Iraq (exclòs un embargament d'armes) i va finalitzar el Programa Petroli per Aliments.
La resolució va ser redactada pels Estats Units i copatrocinada per Espanya i el Regne Unit; va ser aprovada per 14 dels 15 membres del Consell de Seguretat, com que Síria no va participar en la votació.

## Resolució

### Observacions
El Consell de Seguretat va reafirmar la importància del desarmament de les armes de destrucció massiva iraquianes i el dret del poble iraquià a determinar el seu propi futur polític i el seu control dels recursos naturals. Va encoratjar els esforços per formar un govern representatiu que proporcionés els mateixos drets i justícia a tots els ciutadans iraquians i va recordar la Resolució 1325 (2000) sobre les dones en aquest sentit.
A més, el Consell va determinar que les Nacions Unides haurien de tenir un paper vital en l'ajuda humanitària i els esforços de reconstrucció i el desenvolupament d'institucions a l'Iraq. Va donar la benvinguda a la represa dels esforços humanitaris i al nomenament d'un assessor especial del secretari general Kofi Annan. Mentrestant, el preàmbul de la resolució va afirmar la necessitat de rendició de comptes dels delictes comesos per l'anterior règim iraquià sota Saddam Hussein i el respecte al patrimoni iraquià.
El Consell va reconèixer les responsabilitats i obligacions del Regne Unit i dels Estats Units com a poders d'ocupació i d'altres estats que no eren potències d'ocupació que treballaven sota el seu comandament. Acull amb beneplàcit el compromís dels Estats membres cap a l'estabilitat de l'Iraq i continua preocupat pel destí dels ciutadans de Kuwait i de tercers països desapareguts des del 2 d'agost de 1990 (dia de la invasió de Kuwait per Iraq) i va determinar que la situació a l'Iraq continua sent una amenaça per a la pau i la seguretat internacionals.

### Actes
La resolució, adoptada en virtut del Capítol VII de la Carta de les Nacions Unides, va resoldre moltes de les ambigüitats legals i governamentals que van derivar de la invasió de l'Iraq de 2003 a càrrec de la "coalició de la voluntat" liderada pels Estats Units i el Regne Unit. Les seves tres característiques més importants són que va reconèixer les responsabilitats de la coalició entre els EUA i el Regne Unit segons les normes internacionals aplicables com a potències ocupants; va reconèixer la creació d'un consell governamental de transició dels iraquians; i va eliminar totes les sancions contra l'Iraq que es van imposar a l'antic règim de Saddam Hussein segons les resolucions 661 (1991), 778 (1992) i altres. Addicionalment, va finalitzar el programa Petroli per Aliments.
La resolució va transferir l'autoritat per autoritzar les despeses dels ingressos petroliers de l'Iraq de les Nacions Unides a un Fons de Desenvolupament per a l'Iraq, controlat per l'Autoritat Provisional de la Coalició, el 23 de maig de 2003. També va crear un organisme internacional per controlar les despeses de la Coalició dels ingressos petroliers de l'Iraq, la Junta Internacional d'Assessorament i Seguiment (IAMB). L'autorització de la Coalició per gastar els ingressos petroliers de l'Iraq va ser condicional. La Coalició només estava autoritzada a gastar aquests fons en benefici del poble iraquià. Aquestes despeses només van ser autoritzades si es feien de manera oberta i transparent. La Coalició només estava autoritzada a gastar fons sempre que cooperessin en la supervisió de les despeses per part de l'IAMB, i la Coalició es va encarregar de fer que aquestes despeses tinguessin una entrada significativa a l'Iraq.
Els fons restants del programa Petroli per Aliments, de 10 mil milions de dòlars, es van transferir durant un període de liquidació de 6 mesos al Fons de Desenvolupament per a l'Iraq, que representa el 14% dels ingressos totals del programa durant 5 anys.
La Coalició va ser àmpliament criticada per no implementar controls financers adequats; amb la impossibilitat de fer despeses del Fons de Desenvolupament per a l'Iraq d'una manera oberta i transparent.